# Henry Miller
Henry Valentine Miller (New York, 1891. december 26. – Pacific Palisades, Los Angeles, Kalifornia, 1980. június 7.) amerikai író, festő. Kortársai jellemzően botrányszerzőnek tekintették, amiért írásaiban szembeszállt kora szigorú, bigott erkölcsiségével. A XX. század eleji puritán társadalmak legalapvetőbb tabuit sem tartotta tiszteletben, alkotásai sokakat megbotránkoztattak. Magánéletével is alátámasztotta regényeiben tükröződő mentalitását, ugyanis ötször nősült, és házasságon kívüli kapcsolatai is ismertek voltak.

## Élete

### Pályakezdése
Német származású családban született 1891. december 26-án, New Yorkban; apja Heinrich Miller szabó, anyja Louise Marie Neiting volt. Fiatalon érdeklődést tanúsított a szocialista mozgalmak iránt, egy darabig aktív tagja volt az amerikai szocialista pártnak. Első felesége Beatrice Sylvas Wickens volt, akivel 1917-ben kötött házasságot; kapcsolatuk hat évig tartott és 1923. december 21-én válással végződött. Egy lányuk született, Barbara, aki 1919-ben látta meg a napvilágot.
Írással az 1910-es években kezdett foglalkozni, első művei főleg esszék voltak, amiket különböző újságok jelentettek meg. 1922 tavaszán írta meg első regényét, Clipped Wings címmel. Az írást sosem adták ki, és csak töredékei maradtak meg, de egyes részeit később felhasználta más regényeiben. Még együtt élt első feleségével, amikor 1923-ban szerelembe esett egy akkor 21 éves táncosnővel, aki Juliet Edith Smerth néven született, de fellépései során a June Mansfield művésznevet használta. Szűk fél évvel első feleségétől való válása után, 1924. június 1-jén összeházasodott June-nal és ott hagyta addigi polgári foglalkozását (a Western Union telefontársaságnál dolgozott), hogy teljes egészében az írásnak szentelhesse magát. Életének ezt az időszakát – erőfeszítéseit, hogy íróvá válhasson, szexuális kicsapongásait és kudarcait – később a Rosy Crucifixion című önéletrajzi ihletésű trilógiájában örökítette meg.
Második regényét – amely a Moloch: or, This Gentile World címet kapta – 1927-28-ban írta, azt a látszatot keltve, hogy a mű June írása. June egyik idős, gazdag imádója, Roland Freedman ugyanis fizetett a táncosnőnek azért, hogy írjon egy ilyen regényt, ő pedig hétről hétre bemutatta neki a Miller által írott, újabb és újabb fejezeteket, elhitetve hódolójával, hogy azok a saját írásai. A könyv Miller életében nem jelent meg, csak 1992-ben adták ki, 65 évvel a keletkezése után. A Moloch történetét Miller az első házassága idején, illetve a Western Unionnál végzett tisztviselői munkája során szerzett élményeiből merítette. Harmadik regénye, amit ekkortájt írt, ugyancsak nem jelent meg Miller életében. A mű, amely eredetileg a Lovely Lesbians, később a Crazy Cock címet kapta, June és egy közeli művész barátnője, Jean Kronski kapcsolatáról szólt. Kronski ekkoriban velük együtt élt, majd a két nő Párizsba költözött, ami Millert rendkívül felzaklatta, azt gyanítva, hogy kettejük között leszbikus kapcsolat van. A párizsi kiruccanás nem tartott sokáig, néhány hónap után June visszaköltözött Millerhez, Kronski pedig 1930-ban öngyilkosságot követett el.

### Párizs, 1930-39
1928-ban Miller és June néhány hónapot közösen töltöttek Párizsban – utazásukat Freedman finanszírozta –, majd 1930-ban, Miller ismét a francia fővárosba utazott, ezúttal egyedül. Nem sokkal ezután kezdett dolgozni Ráktérítő (angolul: Tropic of Cancer) című regényén, melyről egy barátjának így írt: "Holnap kezdek bele párizsi könyvembe; első személyben, finomítatlanul, formázatlanul – leszarok mindent!" Párizsi tartózkodása első évében jellemzően pénzzavarral küzdött, ám ez megváltozott, amint megismerkedett Anaïs Nin írónővel, aki felkarolta őt anyagilag, lakást is bérelt neki a Villa Seurat-ban. Kettejük között impulzív érzelmi kapcsolat alakult ki, Anaïs fizette a Ráktérítő kiadásának költségeit is, Otto Rank anyagi támogatásának felhasználásával. Millerrel és feleségével kialakult kapcsolatáról Nin rengeteget írt a naplójában, amelynek az 1931-34 közti időszakot felölelő kötete 1966-ban jelent meg nyomtatásban. Miller második házassága mindenesetre nem élte túl ezt az időszakot, June 1934-ben, Mexikóvárosban elvált.
1931-ben Miller korrektori állást kapott a Chicago Tribune párizsi kiadásának szerkesztőségében, egyik barátja, az akkor már ott dolgozó Alfred Perlès segítségével. Miller kihasználta a lehetőséget, és Perlès neve alatt megjelentette néhány saját cikkét is (amire egyébként nem lett volna lehetősége, mert nem volt a szerkesztőség tagja). Ez az időszak nagyon termékeny volt Miller életében, nagyon sok pályatársával ismerkedett meg, és hamarosan egy jelentős, komoly befolyással bíró írói hálózat alakult ki a személye, illetve a Villa Seurat körül. Ekkor ismerte meg a nála több mint húsz évvel fiatalabb, ez idő tájt szárnyait bontogató Lawrence Durrell brit írót, akivel életre szóló barátság alakult ki köztük. Kettejük levelezését később nyomtatásban is kiadták, a gyorsan terebélyesedő levélfolyam két teljes kötetet töltött meg. Párizsi tartózkodása idején a francia szürrealizmus számos alakjával is megismerkedett, akik ugyancsak nagy hatással voltak rá.

## Magyarul
- A légkondicionált lidércnyomás; ford. Bart István, bev. Takács Ferenc; Magvető, Bp., 1974 (Világkönyvtár)
- Baktérítő Regény; ford. Bartos Tibor; Európa, Bp., 1990
- Ráktérítő; ford. Bartos Tibor; Európa, Bp., 1991
- Az amarusszioni kolosszus. Görögország szelleme; ford. Balabán Péter; Magvető, Bp., 1993 (Világkönyvtár)
- Kakasviadal; ford. Bart Dániel; Novella, Bp., 1998
- Szexus. A hús megfeszítése; ford. Tábori Zoltán; Athenaeum, Bp., 1999

## Fordítás
- Ez a szócikk részben vagy egészben  a   Henry Miller című angol Wikipédia-szócikk fordításán alapul.  Az eredeti cikk szerkesztőit annak laptörténete sorolja fel. Ez a jelzés csupán a megfogalmazás eredetét és a szerzői jogokat jelzi, nem szolgál a cikkben szereplő információk forrásmegjelöléseként.

### Weboldalak
- Nexus: The International Henry Miller Journal
- Henry Miller, a Personal Collection
- Henry Miller Online
- Cosmodemonic Telegraph Company: A Henry Miller Blog
- Guide to the Henry Miller Letters to E.E. Schmidt and Other Material.
- FBI Records: The Vault – Henry Miller

#### Multimedia
- Henry Miller az Internet Movie Database oldalon (angolul)
- Tom Schiller (r.): Henry Miller Asleep & Awake. YouTube (1975), 34 perces videófelvétel
- Miller documentaries (Robert Snyder, Masters & Masterworks)
- Richard Young (r.): Dinner with Henry Miller (1979), 30 perces videófelvétel
- UbuWeb Sound: Henry Miller (1891–1980), with links to MP3 files of "An Interview with Henry Miller" (1964), "Life As I See It" (1956/1961), and "Henry Miller Recalls and Reflects" (1957)
- Smithsonian Folkways. An Interview with Henry Miller Archiválva 2012. május 18-i dátummal a Wayback Machine-ben (1964), with link to transcript (in "liner notes")